# Елена Глинская
Елена Василиевна Глинская е велика московска княгиня, втора съпруга на великия московски княз Василий III и майка на цар Иван Грозни, от името на когото управлява като регентка в периода 1533 – 1538.

## Живот
Произхожда от видното болярско семейство Глински. Дъщеря е на княз Василий Лвович Глински и съпругата му Анна, която е внучка на Якша, велик войвода при деспот Георги Бранкович.
През 1525 г. княз Василий III се развежда с първата си съпруга, Соломония Сабурова, а на следващата 1526 г. се жени за Елена Глинская. През 1530 г. Елена ражда първия си син, Иван Грозни, а през 1532 и втория си син, Юрий Василиевич. На смъртния си одър княз Василий III завещава властта си на Елена Глинская до навършване пълнолетие на сина им Иван.
Елена Глинская успешно усмирява олигархическите претенции на руските боляри. Защитавайки правата на сина си над престола, тя успява да отстрани двамата братя на Василий III, Юрий и Андрей Старица, които по нейна заповед са хвърлени в тъмница през 1534 г.
Елена предизвиква раздор в средите на правителството заради интимните си отношения с младия болярин Иван Фьодорович Овчина-Телепнев-Оболенски. Важен момент от управлението на Елена Глинская е провеждането на парична реформа през 1535 г., с която тя въвежда единна валута на територията на Московското княжество, което се отразява стабилизиращо на икономиката му.
Във външната политика управлението на Елена Глинская постига редица успехи. През 1536 г. тя сключва изгоден за Русия договор с полския крал Сигизмунд I и успешно приключва войната с Ливонския орден и Литва, като предотвратява намесата на Швеция във войната на тяхна страна.
Елена Глинская умира на 13 април 1538 г. в Москва. Според слуховете тя е отровена от болярите Шуйски. Съвременни изследвания на останките ѝ посочват като причина за смъртта ѝ отравяне с живак. Възможно е живакът, който ѝ е даван, да е използван като лекарство, каквато е медицинската практика по това време.